# Malta en los Juegos Paralímpicos de Pekín 2008
Malta estuvo representada en los Juegos Paralímpicos de Pekín 2008 por un deportista masculino. El equipo paralímpico maltés no obtuvo ninguna medalla en estos Juegos.